# خوان غونزاليس (كاهن كاثوليكي)
خوان غونزاليس (بالإسبانية: Juan González Arintero)‏ (و. 1860 – 1928 م) هو كاهن كاثوليكي، وdominican friar ‏ إسباني، ولد في ليون، توفي في شلمنقة، عن عمر يناهز 68 عاماً.